# Mantelbaviaan
De mantelbaviaan (Papio hamadryas) is een aap uit het geslacht der bavianen (Papio). De mantelbaviaan werd door de Oude Egyptenaren als een heilig dier beschouwd. De wetenschappelijke naam van de soort werd in 1758 als Simia hamadryas gepubliceerd door Carl Linnaeus.

## Beschrijving
Mannetjes worden 70 tot 95 centimeter lang, met een schouderhoogte van 50 tot 65 centimeter en een lichaamsgewicht van 15 tot 20 kilogram. Vrouwtjes worden 50 tot 65 centimeter lang, met een schouderhoogte van 40 tot 50 centimeter en een lichaamsgewicht van 10 tot 15 kilogram. De staart wordt tussen de 38,2 en de 61 centimeter lang.
De mantelbaviaan kent seksueel dimorfisme: de mannetjes zien er geheel anders uit dan de vrouwtjes. Vrouwtjes en mannetjes die niet seksueel actief zijn hebben een grijzige bruine vacht, met een kaal, roze gezicht en achterzijde. Volwassen, seksueel actieve mannetjes zijn daarentegen veel groter en hebben een lange, zilvergrijze vacht, die lichter is op de wangen, de staartpunt en rond het zitvlak. De handen en voeten zijn donkerder gekleurd. Op de nek en de schouders heeft het mannetje lange manen.

## Leefwijze
De mantelbaviaan is een opportunistische omnivoor. Hij leeft van grassen, knoppen, vruchten, wortels, scheuten en ongewervelden. Voor voedsel kunnen de dieren wel 13 kilometer reizen. Ze zijn overdag actief; aan het eind van de middag verzamelen de bavianen zich op steile rotswanden, waar de dieren gezamenlijk slapen. Hier zijn ze relatief veilig voor luipaarden, hun grootste vijand.

### Voortplanting en sociaal gedrag
Voortplanten gebeurt het gehele jaar door, alhoewel er in Ethiopië geboortepieken zijn in mei en juni en in november en december. Na een draagtijd van 170 tot 173 dagen wordt meestal één jong geboren. De zoogtijd duurt gemiddeld 239 dagen. Mannetjes verlaten na 2 jaar de geboortegroep, vrouwtjes na 3,5 jaar. Mannetjes blijven vaak hun hele leven in dezelfde clan (zie hieronder). Zij zijn na 7 jaar geslachtsrijp, vrouwtjes na 5 jaar. Mantelbavianen worden tussen de 20 tot 30 jaar oud.

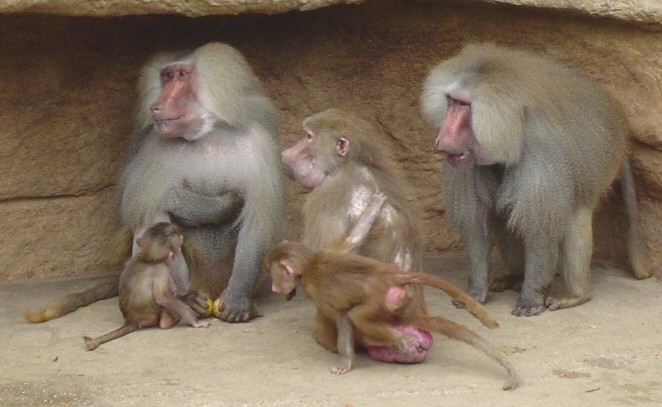

Mantelbavianen leven in harems, bestaande uit één mannetje met 1 tot 10 vrouwtjes (gemiddeld 2) en hun jongen. Bijzonder aan de mantelbaviaan is dat verwante mannetjes (meestal broers) met hun harems naast elkaar leven en samenwerken in een zogenaamde clan. De broers helpen elkaar om vreemde mannetjes weg te jagen. De vrouwtjes worden zo goed bewaakt, dat het zelden een ander mannetje lukt om een vrouwtje weg te kapen. Mantelbavianen veroveren een harem door onvolwassen vrouwtjes (die niet worden bewaakt door de haremleiders en zijn broers) weg te lokken of te ontvoeren, of door oudere haremleiders aan te vallen en enkele of alle vrouwtjes over te nemen.
De clans voegen zich samen met andere clans in een band, waarin de dieren naar de voedselgronden trekken en samen slapen op een gedeelte van een rots. Ook haremloze mannetjes maken deel uit van deze bands. Een groep bands vormt samen weer een "troep". Een troep kan bestaan uit enkele honderden dieren. Dit zijn alle dieren die op een bepaalde rotswand slapen. 's Ochtends valt de troep uiteen in de verscheidene bands.

## Verspreiding en leefgebied

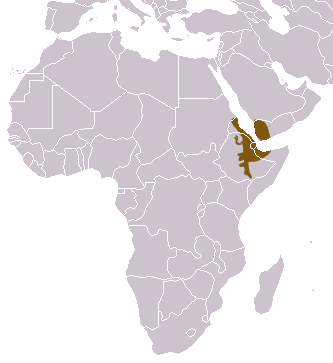
Verspreidingsgebied van de mantelbaviaan

Mantelbavianen komen voor in de steppen, halfwoestijnen, rotswanden en bergen langs de Rode Zee: ze worden aangetroffen in Somalië, Ethiopië, Eritrea, Djibouti en Soedan, en in het hoogland van Zuidwest-Arabië, in Jemen en Saoedi-Arabië. De Arabische populaties zijn mogelijk ingevoerd. In Ethiopië komen kruisingen voor tussen mantelbavianen en groene bavianen, langs de grens van hun verspreidingsgebieden. Ook deelt de mantelbaviaan een gedeelte van zijn leefgebied met de gelada.
Vroeger kwam de aap waarschijnlijk ook in Egypte voor. Hier werd hij vereerd als een heilig dier, en geassocieerd met de god Thoth. In Ethiopië wordt de vacht van het mannetje verwerkt in ceremoniële kleding.